# Laciade
Laciade (in greco antico: Λακιάδαι?, Lakiádai) era un demo dell'Attica sito lungo la Via Sacra, tra Sciro e il demo di Cefisia, vicino ad un fico sacro.
Dava il suo nome alla trittia dell'asty della tribù Eneide. Il suo nome deriva da quello di una famiglia attica. Di questo demo erano originari i Filaidi, famiglia della quale facevano parte Milziade e Cimone.
Durante l'età classica, Pausania attesta la presenza in questo demo di un temenos dell'eroe Lacio, della tomba del suonatore di cetra Nicocle di Taras, di un altare sacro dedicato a Zefiro e di un santuario dedicato a Demetra, Persefone, Atena e Poseidone.